# Menganti (Kesugihan)
Menganti is een bestuurslaag in het regentschap Cilacap van de provincie Midden-Java, Indonesië. Menganti telt 10.800 inwoners (volkstelling 2010).